# Zózimo (futebolista)
Zózimo Alves Calazans, mais conhecido apenas como Zózimo (Salvador, 19 de junho de 1932 — Rio de Janeiro, 21 de setembro de 1977), foi um futebolista e treinador de futebol brasileiro, que atuou como zagueiro.

## História
Aos 16 anos de idade foi para o Rio de Janeiro jogar pelo São Cristovão e depois foi contratado pelo Bangu. Por 14 anos ficou em Moça Bonita vestindo a camisa alvirrubra do clube banguense. No Bangu não conseguiu nenhum titulo nacional. Mas seria para sempre seu maior ídolo.
Jogava de cabeça erguida como os grandes craques. A bola estava sempre nos seus pés, sob controle. Ele a encarava e sabia sempre o que estava fazendo. Seus companheiros de time entendiam o recado de um simples olhar. Zózimo era mais que inteligente: andava com elegância, tanto no gramado como na rua.
Foi convocado para a seleção de 1958 e participou da Copa do Mundo daquele ano como reserva de Orlando. Em 1962, aos 30 anos, virou titular absoluto na Copa do Chile. Zózimo jogou 36 vezes pela seleção brasileira. Ganhou 25 jogos, empatou seis e perdeu cinco partidas. E não foi só bicampeão mundial; também ganhou a Taça Bernardo O’Higgins em 1955. A Taça Atlântico em 1956 e três vezes a Taça Osvaldo Cruz nos anos de 1956, 1958 e 1962.
Em 1966 saiu do Bangu e foi para a Esportiva de Guaratinguetá. Três meses depois, em um salto espetacular, se transferiu para o Flamengo. Jogou na Gávea por um ano e em 1968, aos 36 anos, foi para o Sport Boys do Peru. Lá, se aposentou e retornou ao Brasil.

## Seleção Brasileira
Foi um dos grandes zagueiros da Seleção Brasileira de Futebol, sendo campeão da Copa do Mundo FIFA em 1958 e 1962. Pela seleção principal, atuou de 1955 a 1962, somando 37 jogos, 26 vitórias, 6 empates, 5 derrotas e um gol marcado. Em jogos de Copa do Mundo foram 6 jogos, 5 vitórias e 1 empate. Toda a passagem de Zózimo pela seleção foi no mesmo período em que era jogador do Bangu.
Disputou também as Olimpíadas de Helsinque, em 1952, pela Seleção Olímpica. Foram 3 jogos, 2 vitórias e 1 derrota, e 1 gol assinalado.
Atuou pelo Bangu de 1952 a 1964, fazendo 461 partidas, sendo o terceiro jogador que mais atuou pelo Bangu na história. Em 1964 atuou pela Esportiva de Guaratinguetá. Em 1965 chegou ao Flamengo, onde fez 4 partidas e nenhum gol. Encerrou a carreira no Sport Boys, do Peru.
O jogador é citado no documentário Subterrâneos do futebol (1964), quando se faz referência a um caso de suborno envolvendo o seu nome.

## Morte
Depois de voltar do Peru, Zózimo passou a treinar os juvenis do Campo Grande, no Rio de Janeiro. Na manhã de 21 de setembro de 1977, ele dirigia em alta velocidade seu Fusca pela Estrada do Mendanha, rumo ao Estádio Ítalo del Cima, para dar um treino, quando perdeu o controle do veículo e bateu em um poste. O ex-jogador ainda conseguiu deixar o carro e dar alguns passos, mas tombou logo em seguida. Quando a polícia chegou ao local, só o reconheceu por causa de uma carteirinha da Confederação Brasileira de Desportos (CBD) em seu bolso, que identificava como um bicampeão mundial. Na semana anterior, ele tinha sido cotado para o cargo de treinador do time principal do America.
Seu corpo foi velado no salão oficial do Bangu. A CBD decretou luto oficial de três dias. Ainda naquela tarde, foi observado um minuto de silêncio em sua homenagem, antes do segundo tempo do jogo entre Bangu e Vasco, em Moça Bonita. A notícia de sua morte foi destaque na imprensa peruana. "À surpresa inicial, sucedeu a recordação emocionada de um dos mais corretos desportistas que já conhecemos", disse Manoel Doria, editor de Esportes do jornal La Prensa, de Lima. "Aqui no Peru, onde soube ganhar o carinho geral, os torcedores estão de luto."

## Títulos
Seleção Brasileira
- Copa do Mundo: 1958, 1962
- Taça do Atlântico: 1956
- Taça Oswaldo Cruz: 1955, 1956, 1958 e 1962
- Taça Bernardo O'Higgins: 1955

Bangu
- Torneio Quadrangular de Belém do Pará: 1962
- Torneio Quadrangular Internacional do Equador: 1962
- Torneio Quadrangular de Recife: 1961
- Torneio Triangular Internacional da Áustria: 1961
- International Soccer League: 1960
- Torneio Quadrangular Internacional da Costa Rica: 1959
- Torneio Triangular Internacional de Luxemburgo: 1958
- Torneio Quadrangular Internacional da Venezuela: 1958
- Torneio Triangular de Porto Alegre: 1957
- Torneio Quadrangular do Rio de Janeiro: 1957
- Torneio Triangular Internacional do Equador: 1957
- Torneio Início do Rio de Janeiro: 1955 e 1964